# Stefan Witkowski (generał)
Stefan Witkowski (ur. 22 września 1873 w Krakowie, zm. 25 stycznia 1954 w Rybniku) – generał brygady Wojska Polskiego.

## Życiorys
Stefan Witkowski urodził się 22 września 1873 roku w Krakowie, w rodzinie Karola i Marii z Galińskich. 18 sierpnia 1893 roku, po ukończeniu siedmioklasowej wojskowej szkoły realnej, rozpoczął pełnić zawodową służbę wojskową w cesarskiej i królewskiej armii. Na majora został awansowany ze starszeństwem z 1 listopada 1912 roku. W tym samym roku był przydzielony do Korpuśnej Szkoły Oficerów w Ołomuńcu, pozostając oficerem nadetatowym c. i k. 54 pułku piechoty.
Na pułkownika został awansowany ze starszeństwem z 1 listopada 1917 roku i 110. lokatą, pozostając oficerem nadetatowym c. i k. 20 pułku piechoty. W 1918 roku dostał się do niewoli włoskiej. W 1919 roku, po uwolnieniu z niewoli, wstąpił do Armii Polskiej we Francji. W Armii gen. Hallera został przydzielony do 10 pułku strzelców polskich, a następnie do 7 Dywizji Strzelców Polskich.
30 września 1919 roku został wyznaczony na stanowisko zastępcy dowódcy Szkoły Sztabu Generalnego w Warszawie. 1 maja 1920 roku został zatwierdzony z dniem 1 kwietnia 1920 roku w stopniu generała podporucznika, w grupie oficerów byłej armii austriacko-węgierskiej. Rano 23 lipca 1920 roku przybył do Grodna i przejął od generała Adama Mokrzeckiego dowództwo grupy operacyjnej, występującej w składzie Frontu Północno-Wschodniego. Formalnie został mianowany dowódcą grupy operacyjnej dekretem Naczelnego Wodza z 8 sierpnia 1920 roku. Od 15 sierpnia tego roku pełnił służbę w Departamencie I Broni Głównych i Wojsk Taborowych Ministerstwa Spraw Wojskowych, a od 1 września w Centralnej Komisji Wyszkolenia. 9 maja 1921 roku został mianowany członkiem Oficerskiego Trybunału Orzekającego. 3 maja 1922 roku został zweryfikowany w stopniu generała brygady ze starszeństwem z 1 czerwca 1919 roku i 13. lokatą w korpusie generałów. Z dniem 31 grudnia 1923 roku został przeniesiony w stan spoczynku, w drodze superrewizji.
Na emeryturze mieszkał w Warszawie przy Alei 3 Maja 16. 26 kwietnia 1931 został wybrany wiceprezesem Polskiego Związku Łyżwiarskiego. Pełniąc tę funkcję został wyznaczony sędzią głównym zawodów Mistrzostw Europy w łyżwiarstwie figurowym zaplanowanych na 3–6 lutego 1939 w Zakopanem. Po zakończeniu II wojny światowej był nauczycielem Technikum Górniczego w Rybniku (obecnie Zespół Szkół Technicznych). Zmarł 25 stycznia 1954 roku w Rybniku.
Stefan Witkowski był żonaty z Amelią Czerny-Breyl, z którą miał jedno dziecko.

## Ordery i odznaczenia
- Złoty Krzyż Zasługi (19 marca 1931)[21]
- Order Korony Żelaznej 3 klasy z dekoracją wojenną i mieczami (Austro-Węgry)
- Krzyż Zasługi Wojskowej 3 klasy z dekoracją wojenną i mieczami (Austro-Węgry)
- Srebrny Medal Zasługi Wojskowej Signum Laudis z mieczami na wstążce Krzyża Zasługi Wojskowej (Austro-Węgry)
- Brązowy Medal Zasługi Wojskowej Signum Laudis z mieczami na wstążce Krzyża Zasługi Wojskowej (Austro-Węgry)
- Brązowy Medal Zasługi Wojskowej Signum Laudis na czerwonej wstążce (Austro-Węgry)
- Krzyż Wojskowy Karola (Austro-Węgry)
- Brązowy Medal Jubileuszowy Pamiątkowy dla Sił Zbrojnych i Żandarmerii (Austro-Węgry)
- Krzyż Jubileuszowy Wojskowy (Austro-Węgry)
- Krzyż Pamiątkowy Mobilizacji 1912–1913 (Austro-Węgry)
- Medal Pamiątkowy Bośniacko-Hercegowiński (Austro-Węgry)[22]